# Mahmoud Fathallah
Mahmoud Abdou Ibrahim Fathallah (arab. محمود فتح الله, ur. 12 lutego 1982 w Al-Mahalla al-Kubra) – piłkarz egipski grający na pozycji środkowego obrońcy. Mierzy 183 cm wzrostu.

## Kariera klubowa
Fathallah piłkarską karierę rozpoczął w klubie Ghazl Al-Mehalla, wywodzącego się z jego rodzinnego miasta Al-Mahalla al-Kubra. W 2000 roku zadebiutował w jego barwach w pierwszej lidze. W 2001 roku dotarł do finału Pucharu Egiptu, ale jego zespół przegrał w finale z Al-Ahly Kair. W 2007 roku Fathallah przeniósł się do jednego z czołowych klubów w kraju, stołecznego Zamaleku SC, gdzie podobnie jak w Ghazl zaczął grać w pierwszym składzie.

## Kariera reprezentacyjna
W reprezentacji Egiptu Fathallah zadebiutował w 2005 roku. W 2008 roku został powołany przez Hassana Shehatę na Puchar Narodów Afryki, swój pierwszy taki turniej w karierze.